# レヴェラーズ・チンドン
レヴェラーズ・チンドン（LEVELERS CHING-DONG）は、1997年10月26日に発売されたソウル・フラワー・モノノケ・サミットの2枚目のアルバム。

## 解説
前作『アジール・チンドン』発表後、阪神大震災慰問バンドとしての活動をさらに発展させ、ドヤ街や障害者イベントなどのライヴや、ピースボートに乗って北朝鮮、香港、ベトナム、フィリピンなどでライブを行い、ソウル・フラワー・モノノケ・サミットは名実ともに「ソウル・フラワー・ユニオンの別働隊」となった。
「現場」の広がり故に、前作には収録されなかった朝鮮民謡や沖縄民謡、革命歌などが収録され、よりワールドワイドなアルバムになっている。
本作中唯一のスタジオ録音曲「インターナショナル」は、ヨーロッパのワールド・ミュージック系のオムニバス・アルバムに度々収録されており、ヨーロッパで最も知られている「ソウル・フラワー・ナンバー」である。
なお、アルバム・タイトルの「レヴェラーズ」は「水平主義者たち」を意味し、アルバム・ジャケットは写真家田沼武能による写真である。

## 収録曲
1. インターナショナル INTERNATIONAL 〜革命歌・1871年
2. ハイカラソング HIGH COLLARSONG 〜壮士演歌・神長瞭月・1909年
3. 水平歌～農民歌～革命歌 SUIHEI-KA -NOUMIN-KA -KAKUMEI-KA〜革命歌・1923年、1922年、1909年
4. アリラン ARIRANG 〜朝鮮民謡
5. ダンチョネ節（特攻隊節）～ピリカの唄 DANTYONE-BUSHI -PIRKA〜神奈川民謡、アイヌ民謡
6. 安里屋ユンタ ASADOYA-YUNTA 〜沖縄民謡
7. 弥三郎節 YASABURO-BUSHI 〜青森民謡
8. もずが枯木で MOZU GA KAREKI DE〜茨城民謡
9. カチューシャの唄 SONG OF KATYUSHA 〜流行歌・1914年
10. むらさき節 MURASAKI-BUSHI〜壮士演歌・添田唖蝉坊・1910年
11. 蒲田行進曲 THE MARCHING SONG OF KAMATA 〜流行歌・1925年
12. 有難や節 ARIGATAYA-BUSHI〜流行歌・守屋浩・1960年
13. さよなら港 SAYONARA MINATO 〜流行歌・藤島桓夫・1956年